# Ruppach (Ebern)
Ruppach ist ein Gemeindeteil der Stadt Ebern im unterfränkischen Landkreis Haßberge in Bayern.

## Geografie
Das Dorf liegt, etwa eineinhalb Kilometer von Ebern entfernt, im östlichen Teil des Landkreises an der Preppach, einem rechten Zufluss der Baunach. Eine Gemeindeverbindungsstraße führt durch Ruppach von der Bundesstraße 279 Richtung Westen nach Unterpreppach.

## Geschichte
Der Ortsname geht wohl zurück auf einen kleinen Bach, den „Ruobbach“.
Die erste urkundliche Nennung war 1232 in der Teilungsurkunde des Würzburger Bischofs Hermann, in der Ebern von der Pfarrei Pfarrweisach getrennt wurde und unter anderem „Rubach“ zur Pfarrei Ebern kam. Im Jahr 1358 erhielt Gottfried von Füllbach das Dorf „Rubach“ als Würzburger Lehen. Etwa 1450 bekam Heinz von Füllbach das Dorf zum freien Eigentum. 1579 besaßen die Rauenecker Güter in „Rübach“.
Die Schreibweise mit pp beginnt erst im 19. Jahrhundert.
1862 wurde die Landgemeinde Preppach, bestehend aus drei Orten, dem Pfarrdorf Preppach, dem Weiler Ruppach und der Einöde Ruppachsmühle, in das neu geschaffene bayerische Bezirksamt Ebern eingegliedert. Der 2,5 Kilometer von Preppach entfernte Weiler zählte im Jahr 1871 44 Einwohner. Er gehörte zur evangelischen Pfarrgemeinde im 1,5 Kilometer entfernten Eyrichshof, wo sich auch die evangelische Bekenntnisschule befand. 1900 hatte die 437,83 Hektar große Landgemeinde Preppach mit ihren drei Orten 238 Einwohner, von denen 200 katholisch waren. In dem überwiegend protestantischen Ruppach lebten 34 Personen im 7 Wohngebäuden. Im Jahr 1925 waren es 33 Personen in 6 Wohngebäuden.
1950 hatte der Weiler 43 Einwohner und 6 Wohngebäude. Im Jahr 1961 zählte Ruppach 34 Einwohner und 6 Wohngebäude. Es gehörte weiterhin zur katholischen Pfarrgemeinde in Unterpreppach und zur evangelischen Pfarrgemeinde in Eyrichshof. 1970 waren es 27 und 1987 45 Einwohner sowie 15 Wohngebäude mit 16 Wohnungen.
Am 1. Juli 1972 wurde Ruppach, damals noch ein Weiler, mit Unterpreppach nach Ebern eingegliedert. Gleichzeitig kamen die Orte im Rahmen der Gebietsreform vom aufgelösten Landkreis Ebern zum neuen Haßberg-Kreis.